# Cydrela spinimana
Cydrela spinimana là một loài nhện trong họ Zodariidae.
Loài này thuộc chi Cydrela. Cydrela spinimana được Mary Agard Pocock miêu tả năm 1898.